# Andrzej Bulanda
Andrzej Bulanda (ur. 6 lipca 1955 w Warszawie) – polski architekt i konstruktor. Laureat Honorowej Nagrody SARP 2015 za wkład w rozwój architektury polskiej.
Absolwent Politechniki Warszawskiej. Doświadczenie zawodowe zdobywał w Stanach Zjednoczonych, Francji i Polsce. W międzyczasie jako profesor wizytujący wykładał na Graduate School of Design Harvard University. W 1991 r. wraz Włodzimierzem Muchą założył biuro Bulanda Mucha Architekci. Sławę jego pracowni przyniosła zrealizowana w latach 1997-1999 nowatorska siedziba BRE Banku w Bydgoszczy. Uznana jako ikona współczesnej architektury Polski, wielokrotnie nagradzana – m.in. otrzymała Nagrodę Roku SARP w 2000 r. Drugą ważniejszą realizacją stała się modernizacja Starej Papierni w Konstancinie-Jeziornie, która oprócz Nagrody Roku SARP, otrzymała m.in. dyplom europejskiej federacji Europa Nostra. W dorobku duetu Bulanda-Mucha znajdują się również takie projekty jak: Villa Daglezja (2008), Chmielna 25 (2013) czy rozbudowa Biblioteki Publicznej M. St. Warszawy (2015). Ponadto obaj architekci byli dwukrotnie nominowany do Europejskiej Nagrody Miesa van der Rohe.
Andrzej Bulanda uważany jest za jednego z najważniejszych polskich architektów pokolenia urodzonych w latach 50. i 60., którzy odegrali znaczącą rolę w polskiej architekturze. Jego biuro uznawane jest jako jedna z najaktywniejszych i najbardziej awangardowych zespołów, projektujących nowoczesną architekturę w Polsce, a jednocześnie jako czołowe polskie biuro w okresie swojej działalności.

## Życiorys

### Wczesne lata
Maturę zdał w XLI Liceum im. Joachima Lelewela w Warszawie. W 1981 r. ukończył studia budownictwa o specjalności: teoria konstrukcji na Wydziale Inżynierii Lądowej Politechniki Warszawskiej. Pracę dyplomową, której tematem były drgania ustroju cięgnowego na przykładzie hali widowiskowej Spodek w Katowicach, wykonał pod kierunkiem prof. Andrzeja Gomulińskiego.
Równolegle rozpoczął studia na Wydziale Architektury Politechniki Warszawskiej. W 1983 r. w ramach wymiany studenckiej studiował na Wydziale Architektury Uniwersytetu w Detroit, gdzie uzyskał dyplom "Bachelor of Architecture". W czasie tej wymiany, jako pierwszy ze środowiska warszawskiego, przeprowadził wywiad rzekę z uczniem Le Corbusiera, Jerzym Sołtanem, który był podstawą wydanej później książki Rozmowy o architekturze zawierającej materiały źródłowe o architekturze, ludziach i ich postawach, których Sołtan znał bądź spotykał. W 1984 r. ukończył studia magisterskie w Warszawie po obronie pracy dyplomowej, przygotowanej pod opieką prof. Zbigniewa Pawelskiego (temat: "Rozbudowa BWA Zachęta").
Stypendysta Fundacji Kościuszkowskiej. Był profesorem wizytującym na Graduate School of Design Harvard University (1986-87) oraz na Pennsylvania State University (1987-88).

### Doświadczenie zawodowe
Już w trakcie studiów zdecydował się na wakacyjne praktyki zagraniczne. Pierwsze doświadczenie zdobył w Berlinie Zachodnim, gdzie w 1980 r. pracował w biurze prowadzonym przez Frei Otto i Rolfa Gutbroda, zajmującej się namiotowymi konstrukcjami dachów. W latach 1983–86 projektował w Biurze Projektowym "Warcent" w Warszawie. Kolejne szlify zdobywał w Bostonie (Benjamin Nutter Architects 1986-87) i w Nowym Jorku, po czym wrócił do Europy, gdzie w latach 1989-90 współpracował z francuską firmą Groupe 6 z siedzibą w Grenoble. We Francji zdobywał doświadczenie przy projektach związanych ze służbą zdrowia i kulturą. W trakcie tego stażu firma wygrała konkurs na projekt muzeum sztuki Musée de Grenoble, a zwycięskiemu zespołowi przewodniczyli wtedy Olivier Félix-Faure, Antoine Félix-Faure i Philippe Macary.

Pracując za granicą, zawsze wiedziałem, że to jest etap zbierania doświadczeń, ale w przyszłości chcę żyć i pracować w kraju. Kiedy przyszedł rok '90, uznałem, że to najlepszy moment na powrót. Wierzyłem, że w Polsce w końcu też może być normalnie, a zdobyte doświadczenia można będzie wykorzystać. Entuzjazm był wtedy ogromny!.

### Kariera z BiM Architekci
Po powrocie do Polski, jadąc samochodem po ulicach Warszawy, na czerwonych światłach przypadkiem spotkał kolegę ze studiów, Włodzimierza Muchę, po czym umówił się z nim na spotkanie w siedzibie Stowarzyszenia Architektów Polskich. Ta rozmowa okazała się początkiem ich współpracy. W październiku 1991 r. założyli wspólnie biuro "Bulanda Mucha Architekci", które początkowo funkcjonowało w małym garażu na Żoliborzu. W tym samym roku nowa pracownia wraz z francuską BDP Group 6, w której wcześniej pracował Bulanda, wystartowała w międzynarodowym konkursie na projekt zagospodarowania centrum Warszawy. W 1994 r. architekci odnieśli pierwsze zwycięstwo w konkursie architektonicznym, projektując siedzibę Corporate Profiles na warszawskim Żoliborzu. Przez kolejne lata rozwoju firmy BiM towarzyszyły jej kolejne żoliborskie siedziby przy ul. Tucholskiej i Mickiewicza. Równolegle przełomowym wydarzeniem było wygranie konkursu na firmę projektową realizującą projekty McDonald’s na terenie Polski. Ta inicjatywa otworzyła architektom perspektywę na nowe zlecenia.

#### Ikona architektury Polski w Bydgoszczy

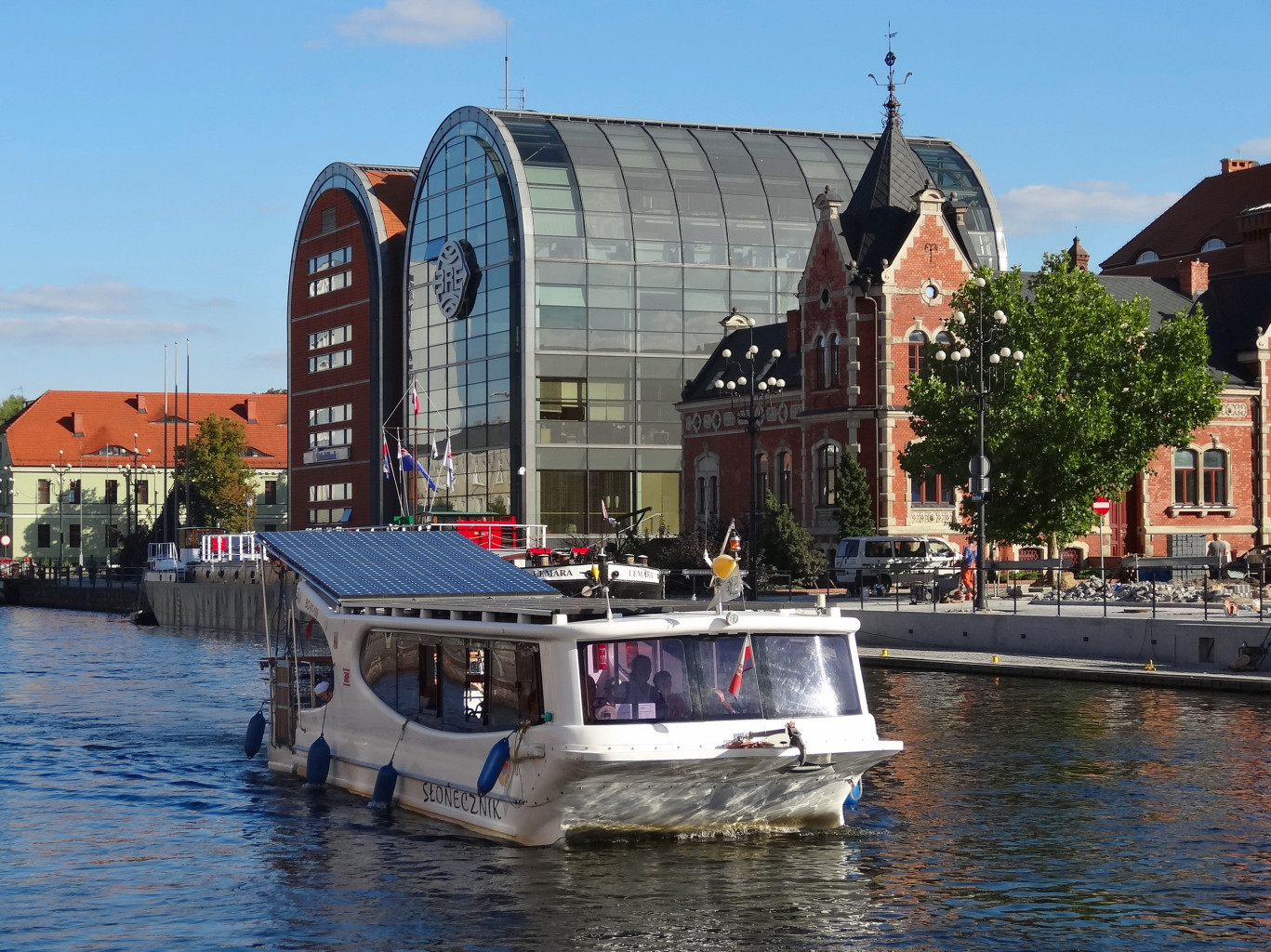
Siedziba Bre Banku z tramwajem wodnym na pierwszym planie (2013)

Projektując bydgoskie bary kalifornijskiej sieci, Andrzej Bulanda i Włodzimierz Mucha nawiązali kontakt z konserwator zabytków, Ewą Raczyńską, która zachęciła ich do startu w zamkniętym konkursie inwestorskim na siedzibę BRE Banku w Bydgoszczy, rozpisanym w 1996 r. Jako autorzy nowatorskiego rozwiązania otrzymali I nagrodę, a jego realizacja odbyła się w latach 1997-1999. Biurowiec wzniesiony w centrum miasta, na nabrzeżu słynącym z zabytkowych spichlerzy, udanie wpisał się w ten historyczny kontekst. Architekci zaprojektowali dwie półokrągło zwieńczenia bryły, parafrazujące kształt bydgoskich spichlerzy. Do historycznej zabudowy nawiązano też odpowiednio dobranymi materiałami budowlanymi. Realizacja bydgoskiego obiektu wprowadziła BiM do czołówki pracowni architektonicznych w Polsce. Była wielokrotnie nagradzana m.in. w plebiscycie czasopisma Architektura-Murator za najpiękniejszy budynek użyteczności publicznej zbudowany w latach 1989-1999, otrzymała państwową nagrodę I stopnia za wybitne osiągnięcia twórcze w dziedzinie architektury i budownictwa w 2000 r., Nagrodę Roku SARP w 2000 r. oraz nagrodę międzynarodową DIFA AWARD 2004. W 2006 r. została uznana jako jedna z 20 ikon polskiej architektury w ramach wystawy Polska. Ikony architektury prezentowanej m.in. w Warszawie, Paryżu i Berlinie.

#### Konstancin-Jeziorna
W 2001 r. na zlecenie prywatnego inwestora Andrzej Bulanda i Włodzimierz Mucha wraz ze swoim zespołem przygotowali projekt modernizacji Starej Papierni w Konstancinie-Jeziornie. XIX-wieczny budynek przemysłowy, który był na wpół ruiną, został wyremontowany, zachowując znaczną część oryginalnej struktury. Podobnie jak przy bydgoskim biurowcu architekci połączyli cegłę, szkło i metal. W historycznych murach stworzyli nowoczesną przestrzeń handlowo-usługową, ale – jak jest opisywana – nic nietracąca ze swojego zabytkowego klimatu. Przebudowę ukończono w 2002 r, a jej realizacja również została wielokrotnie nagrodzona. W tym samym roku otrzymała Nagrodę Roku SARP oraz nagroda równorzędna w kategorii budynków użyteczności publicznej, a rok później uzyskała dyplom europejskiej federacji Europa Nostra.
W 2004 r. BiM zwyciężył w konkursie na modernizację i rozbudowę budynku Zespołu Szkół nr 2 w Konstancinie-Jeziornie. Zaprojektowany budynek opisywany jest jako zharmonizowany z otoczeniem i krajobrazem, z zastosowaniem nowatorskich rozwiązań technicznych, uwzględniających uwarunkowania konserwatorskie, wpisując projekt w zadrzewioną działkę oraz zabytkowe wille Konstancina-Jeziornie. W rozwiązaniach elewacji wykorzystano walory naturalnych materiałów. Do istniejącego budynku szkoły dobudowano część dydaktyczną wraz z dużą wielofunkcyjną salą sportową, która może być wykorzystywana do organizowania imprez kulturalnych i wystawienniczych. Zagospodarowano przyległy teren działki-parku, sytuując w nim boiska i bieżnie. Dzięki realizacji (2005-2006) biuro Andrzeja Bulandy i Włodzimierza Muchy otrzymało kolejne nagrody. Architekci zostali nagrodzeni m.in. w 2008 r. ponownie nagrodą I stopnia Ministra Infrastruktury za wybitne osiągnięcia twórcze w dziedzinie architektury i budownictwa.

#### Realizacje i nagrody w Warszawie
Kolejne nagradzane realizacje projektów biura Andrzeja Bulandy i Włodzimierza Muchy miały miejsce głównie w Warszawie. W 2005 r. architekci zdobyli I nagrodę w konkursie na projekt rozbudowy i modernizacji Biblioteki Publicznej m.st. Warszawy. Jak piszą autorzy, realizacja zakłada uporządkowanie istniejącej struktury, stwarzając czytelny i funkcjonalny zespół czytelni z wykorzystaniem atutu miejsca, jakim jest budynek zabytkowy. Głównymi założeniami były: utworzenie w obiekcie zespołu wejściowego wraz z holem głównym i częścią konferencyjną, stworzenie jednego głównego poziomu czytelni oraz umieszczenie w tej części na I piętrze czytelni głównej dostępnej z głównej klatki schodowej i windy, zaprojektowanie elewacji frontowej jako współczesnego znaku dającego oprawę dla wejść i podnoszącego rangę historycznego budynku Biblioteki,  zachowanie otwartego dziedzińca – ogrodu i wyeksponowanie jego przeszłości, rozmieszczenie pozostałych funkcji adekwatnie do typu konstrukcji budynku.  Za obiekt zrealizowany w 2013 r. pracownia otrzymała m.in. nagrodę mieszkańców w konkursie o Nagrodę Architektoniczną Prezydenta m.st. Warszawy za 2015 r.

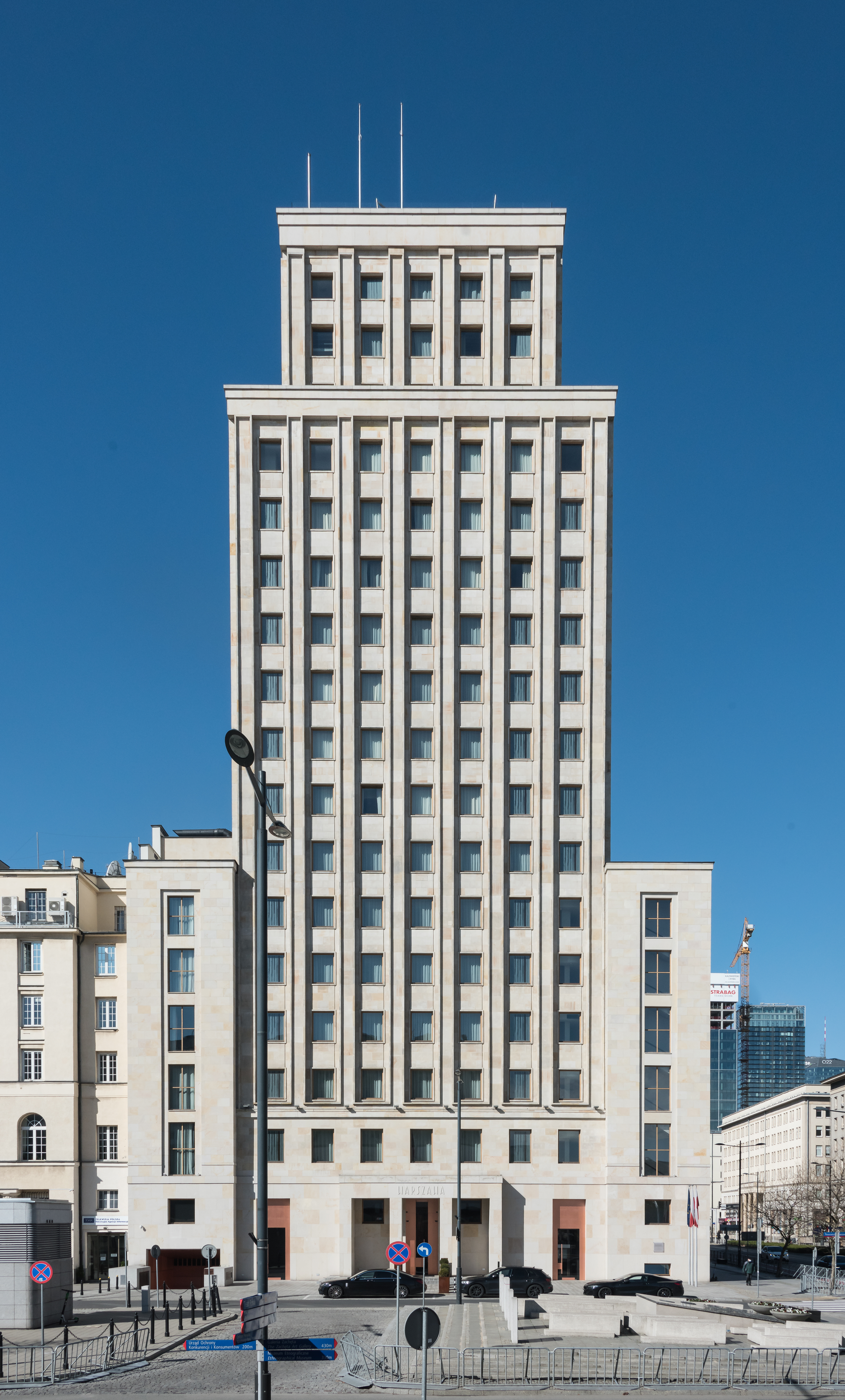
Hotel Warszawa w Warszawie widziany z placu Powstańców Warszawy (2021)

W 2006 r. do realizacji wybrany został projekt modernizacji budynku Prudentialu wykonany przez BiM w drodze konkursu inwestorskiego firmy Polimex-Mostostal. Głównym zamysłem projektowym był powrót do modernistycznego pierwowzoru z jego prostą i surową tektoniką, zachowując konstrukcje stalowej wieży jako reliktu epoki, odtwarzając elewacje, zwłaszcza fronton oraz odbudowując skrzydła wewnętrzne po ich historycznym obrysie. Jak oznajmili projektanci, „wprowadzone w budynek nowe współczesne funkcje i materiały nie zatarły jego oryginalnego klimatu i ducha miejsca”. W 2007 r. inwestor, ubiegając się o pozwolenie na budowę, napotkał opór ze strony miasta, uargumentowany niezgodnością z użytkowaniem wieczystym budynku, przeznaczonym pod hotel. Pod koniec 2009 r. Prudential kupiła rodzina Likusów, która ostatecznie pozwolenie uzyskała od wojewody. W 2011 r. rozpoczęto budowę, która zaczęła się od wyburzania pewnych części. Okazało się jednak, że działania prowadzone są bez nadzoru wykonawczego i wymaganej dokumentacji np. projektu budowlanego. Sprawa została zgłoszona do Powiatowego Inspektoratu Nadzoru Budowlanego, na wiosek którego w I połowie 2011 r. wstrzymano budowę. Obserwując, że działania na budowie nie zgadzają się z koncepcją architektoniczną, pracownia Andrzeja Bulandy rozstała się z inwestorem.

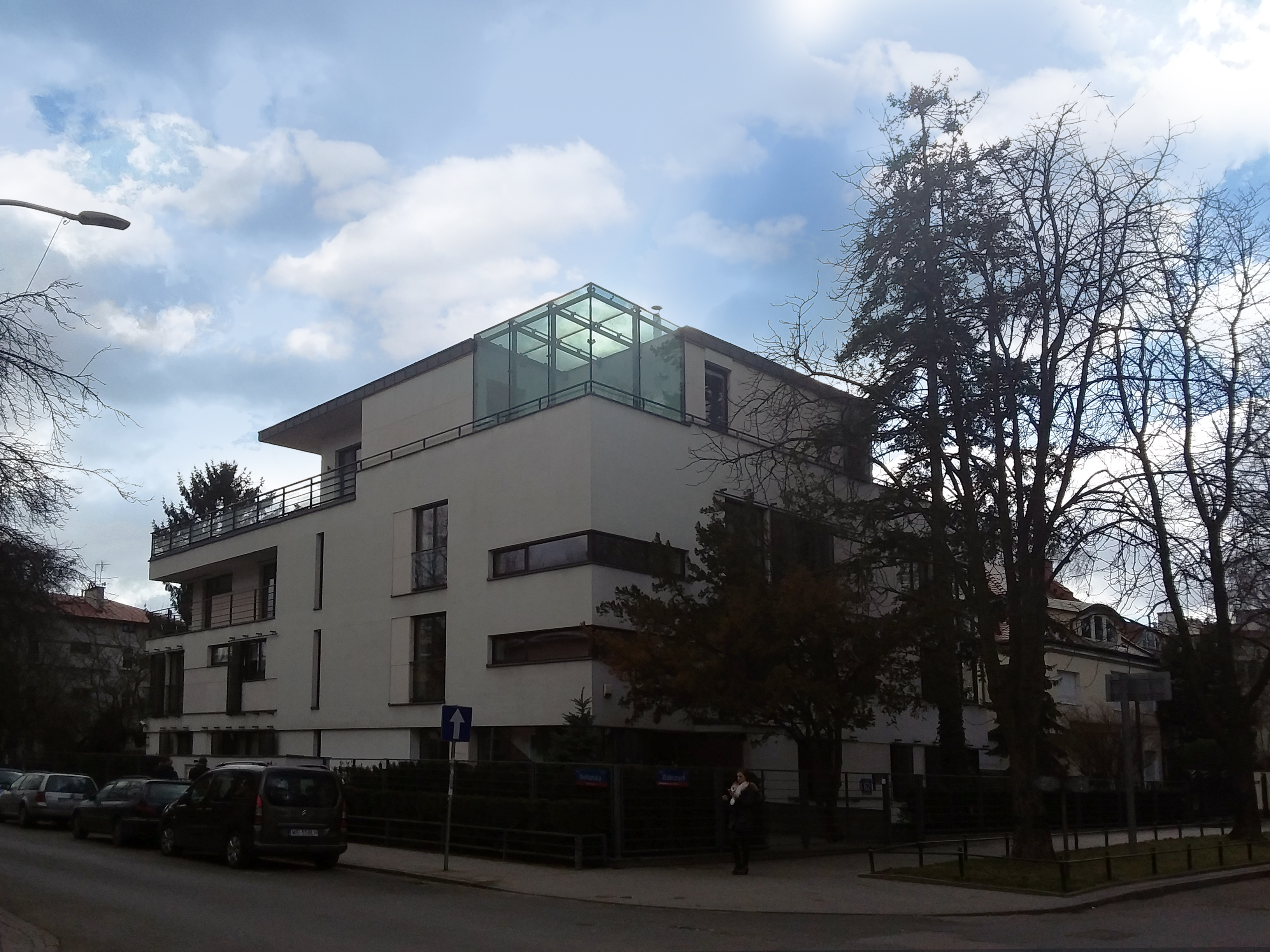
Villa Daglezja (2017)

Pod koniec 2006 r. architekci wygrali konkurs inwestorski na projekt budynku apartamentowego przy ul. Walecznych w Warszawie. Zastosowali nawiązania do modernizmu. Budynek – białą, pudełkową formą – nawiązuje do międzywojennych willi, respektując tym samym kontekst otoczenia. Ukończony w 2008 r. został m.in. nominowany do Europejskiej Nagrody Architektonicznej Fundacji Miesa van der Rohe w 2009, a także wyróżniony w konkursie o Nagrodę Roku SARP 2007.
W 2006 r. rozstrzygnięty został również m.in. konkurs na apartamentowiec przy ul. Pięknej 13/15, w wyniku którego do realizacji zgłoszono projekt pracowni Andrzeja Bulandy i Włodzimierza Muchy. Prace realizacyjne nad budynkiem trwały w czasie "boomu inwestycyjnego", jednak już jego realizacja przypadła na okres kryzysu, dlatego architekci musieli zastosować szereg uproszczeń i zrezygnować z wielu detali. Ukończenie w tym samym czasie I etapu rozbudowy Biblioteki Publicznej m.st. Warszawy (rozbudowa magazynu) dało możliwość na kompozycyjne zamknięcie tego fragmentu ulicy Pięknej. Budynek stanowią dwie części różniące się wysokością i całkowicie pod względem estetycznym. Granicę między nimi określa charakterystyczny uskok w linii zabudowy. Określany jako powstały "na granicy sprzeczności", ale zgodnie z ideą: "pamięć o historii miejsca i jego współczesne oblicze". Opisywany również jako kontrowersyjny, jednakże wyznaczający nowe trendy w architekturze.
W 2010 r. zespół Andrzeja Bulandy i Włodzimierza Muchy zwyciężył w konkursie inwestorskim na realizację budynek biurowo-handlowy „Chmielna 25”. Ukończony w 2013 r. obiekt charakteryzuje się falującą elewacją. Powstał w miejscu zburzonej XIX-wiecznej kamienicy. Początkowo część warszawiaków krytykowała również projekt falowanej szklanej elewacji jako odbiegający od pierzei ulicy. Według nich biurowiec okazał się zbyt nowoczesny i tym samym nie pasuje do sąsiednich kamienic. W publikacjach fasada opisywana była m.in. jako trójwymiarowa rzeźba pokryta chromoniklem, szybami i czerwonymi okładzinami odblaskowymi, a także miękka, prowokująca, uwodzicielska i erotyczna.
16 lipca 2015 r. Andrzej Bulanda wraz z Włodzimierzem Muchą zostali ogłoszeni laureatami najbardziej prestiżowej nagrody w kraju, Honorowej Nagrody SARP, za wkład w rozwój architektury polskiej.

## Działalność samorządowa
Członek Stowarzyszenia Architektów Polskich, jego macierzystym oddziałem jest Warszawa. Sędzia konkursowy SARP w kadencjach: 1991–1994, 1994–1997, 1997–2000, 2000–2003, 2003–2006, 2006–2009, 2009–2012, 2012–2015, 2015–2019. Wielokrotnie przewodniczył w sądach konkursowych w konkursach architektonicznych i urbanistycznych. Przynależy również do Izby Architektów RP i KSK Oddział Warszawa.

## Życie prywatne
Urodził się w rodzinie pochodzącej z Nowosądecczyzny. Z pierwszego małżeństwa, które zostało unieważnione, ma troje dzieci: Aleksandrę, Marię i Macieja, a jego teściem był Konrad Kucza-Kuczyński. Obecnie żonaty, ma córkę Zofię. Mieszka w Warszawie.
W 2013 r. wraz z synem, Maciejem Bulandą – historykiem, wykonał projekt mezuzy dla Muzeum Historii Żydów Polskich, który wygrał międzynarodowy konkurs wśród ok. 60 nadesłanych prac.
Hobbystycznie uprawia sporty plenerowe – narciarstwo, kajakarstwo i trekking. Jest wielokrotnym medalistą mistrzostw Polski architektów w narciarstwie alpejskim w kat. 55+.

## Styl i metody projektowania
Od 1991 r. Andrzej Bulanda współtworzy pracownię, która deklaruje swoje ideowe i per se estetyczne powinowactwa z modernizmem z 1. połowy XX wieku, a jej wewnętrzne credo brzmi: „[…] Czerpiąc z tradycji, odkrywamy przeszłość dla przyszłości. Wypowiadamy się współczesnym językiem, starając się zachować zasadę harmonijnego kontrastu“. Neomodernizm BiM-u określany jest jako oszczędny, redukcyjny, minimalistyczny i fundowany na dyktacie geometrii. Architekturę biura opisuje się również jako ewolucyjną i kompromisową, deklarującą się jako nowy historyzm usytuowany w estetyce nowego „stylu międzynarodowego“ – globalnego i uniwersalnego, który może funkcjonować gdziekolwiek.
Jak sam przyznał Andrzej Bulanda, jego architektura jest „prosta, funkcjonalna, przyjazna człowiekowi i miejscu – musi się na nią po prostu dobrze patrzeć“. Deklaruje się jako wyznawca witruwiańskiej zasady firmitas („budynki nie powinny się starzeć“), pojmując „dobrą architekturę“ w przeciwieństwie do „tej modnej, która jest produktem poszukiwanym i podziwianym w danym momencie, jednak często jej jakość jest pozorna lub ulotna“.

## Lista projektów

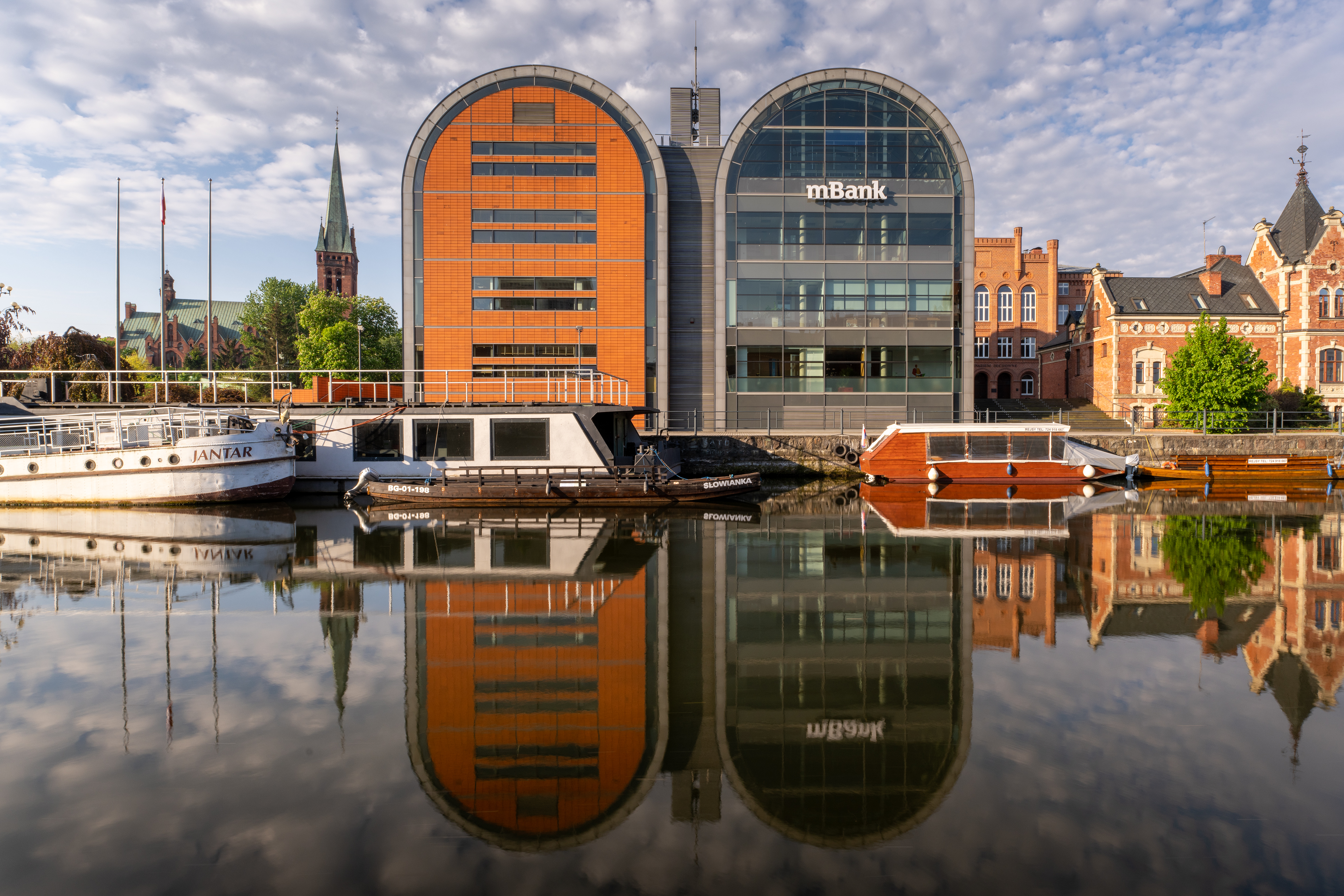
Siedziba BRE Banku w Bydgoszczy

Od 1991 r. wraz z Włodzimierzem Muchą prowadzi biuro, którego działalność sprowadza się przeważnie do udziału w konkursach architektonicznych. W ciągu pierwszych 20 lat swojego istnienia pracownia uczestniczyła w ok. 100 konkursach.
Najważniejsze realizacje to m.in.:
- Siedziba Corporate Profiles w Warszawie (1994, 2010),
- Siedziba BRE Bank w Bydgoszczy (1996),
- Stara Papiernia w Konstancinie-Jeziornie (2002),
- Rozbudowa i modernizacja Zespołu Szkół nr 2 w Konstancinie-Jeziornie (2006),
- Villa Daglezja w Warszawie (2008),
- Rozbudowa Klubu Sportowego DeSki w Warszawie (2010),
- Rezydencja Piękna Nova w Warszawa (2010),
- Chmielna 25 w Warszawie (2013),
- Zespół mieszkaniowy Eko-Park Cameratta w Warszawie (2014),
- Rozbudowa Biblioteki Publicznej M. St. Warszawy (2015).

## Nagrody i wyróżnienia
Najważniejsze nagrody i wyróżnienia za poszczególne realizacje:
- Obiekt X-lecia – Życie w Architekturze – nagroda główna oraz tytuł 'Najlepszego budynku użyteczności publicznej 1989-99 dla projektu siedziby BRE Bank S.A. Oddział w Bydgoszczy[19]
- Tytuł "Najlepszej realizacji w Polsce po 1989" dla projektu siedziby BRE Bank S.A. Oddział w Bydgoszczy[19]
- nominacja do nagrody Mies van der Rohe (2001) za projekt siedziby BRE Bank S.A. Oddział w Bydgoszczy[19]
- Państwowa nagroda I stopnia Ministra Rozwoju Regionalnego i Budownictwa oraz Ministra Spraw Wewnętrznych i Administracji za wybitne osiągnięcia twórcze w dziedzinie architektury i budownictwa w 2000 r.[19]
- Nagroda Roku SARP (2000) za projekt siedziby BRE Bank S.A. Oddział w Bydgoszczy[19]
- tytuł Ikony Polskiej Architektury dla projektu siedziby BRE Bank S.A. Oddział w Bydgoszczy[19]
- nominacja do Ikony Polskiej Architektury (2006) dla projektu Starej Papierni w Konstancinie-Jeziornie[19]
- Nagroda Roku SARP oraz Nagroda równorzędna w kategorii budynków użyteczności publicznej (2002) za projekt Starej Papierni w Konstancinie-Jeziornie[19]
- Europa Nostra (2003) za projekt Starej Papierni w Konstancinie-Jeziornie[19]
- DIFA Award (2004) za projekt siedziby BRE Bank S.A. Oddział w Bydgoszczy[19]
- Wyróżnienia w konkursie o Nagrodę Roku SARP (2007) za projekt Villi Daglezja w Warszawie[19]
- Państwowa nagroda I stopnia Ministra Infrastruktury za wybitne osiągnięcia twórcze w dziedzinie architektury i budownictwa w 2008 r. za rozbudowę i modernizację Zespołu Szkół nr 2 w Konstancinie-Jeziornie[19]
- Nagroda mieszkańców w konkursie o Nagrodę Architektoniczną Prezydenta m.st. Warszawy za 2015 r. za rozbudowę Biblioteki Publicznej M. St. Warszawy[23]

Za całokształt działalności:
- Honorowa Nagroda SARP 2015 za wybitną twórczość i wkład w rozwój architektury polskiej[40]
- Polski Herkules 2016 za wpływ na rozwój polskiego budownictwa[41]